# 巴瑟多 (梅克伦堡-前波美拉尼亚州)
巴瑟多（德語：Basedow）是德国梅克伦堡-前波美拉尼亚州的市镇，隶属于梅克伦堡湖区县，总面积为35.42平方千米，截至2020年总人口为698人。